# Jasy (župa)
Jasy (rumunsky Județul Iași) je župa v rumunské Moldávii, na východě země. Její hlavní město jsou Jasy.

## Charakter župy
Hraničí na severu s župou Botoșani, na východě s Moldavskem, na jihu s župou Vaslui, na západě s župami Neamț a Sučava. Její území je jen mírně zvlněné, prochází jím několik řek. Tou nejvýznamnější je Prut, tvořící její východní hranici, potom také Siret v její západní části a Bahlui, která protéká jejím hlavním městem. Na ploše o rozloze 5 476 km² tu žije 816 910 obyvatel, z nichž 98 % tvoří Rumuni, pak je zde také romská menšina. Třetina všech obyvatel žije v hlavním městě, Iași je jako župa třetí nejhustěji osídlená v celé zemi. Město Jasy je největší a hlavní průmyslové centrum celé župy, je tam soustředěno mnoho odvětví průmyslu a kříží se tam mnoho železničních tratí.

## Významná města
- Jasy
- Pașcani